# Pasyn debrak
Pasyn debrak (Neptis sappho) – owad z rzędu motyli, z rodziny rusałkowatych (Nymphalidae).

## Wygląd
Rozpiętość skrzydeł od 42 do 46 mm. Dymorfizm płciowy niemal niewidoczny. 

## Siedlisko
Widne lasy liściaste.

## Biologia i rozwój
Wykształca dwa pokolenia w roku (maj-czerwiec, lipiec-sierpień). Rośliny żywicielskie: groszek wiosenny, groszek czerniejący, w drugiej połowie XX wieku zaczął również wykorzystywać robinię akacjową. Samica składa jaja pojedynczo na liściach roślin żywicielskich; gąsienice zimują.

## Rozmieszczenie geograficzne
Gatunek euro-syberyjski, w Polsce oficjalnie odnotowany na Pogórzu Dynowskim (okolice Pruchnika) do roku 1967. Ponownie zaobserwowany w 2019 i 2020 roku w kilku miejscach w Polsce: w okolicach Przemyśla i polskich Bieszczadach. Wymarł w Czechach. Najbliższe Polski populacje utrzymują się na Ukrainie i Słowacji.